# Xudat
Xudat (ryska: Худат) är en ort i Azerbajdzjan.   Den ligger i distriktet Xaçmaz Rayonu, i den nordöstra delen av landet, 170 km nordväst om huvudstaden Baku. Xudat ligger 45 meter över havet och antalet invånare är 13 625.
Terrängen runt Xudat är lite kuperad. Xudat är det största samhället i trakten.
Trakten runt Xudat består till största delen av jordbruksmark. Runt Xudat är det ganska tätbefolkat, med 129 invånare per kvadratkilometer.